# Mother Up!
Mother Up! est une série télévisée d'animation canadienne créée par Marnie Nir et Katherine Torpey, diffusée aux États-Unis du 6 novembre 2013 au 26 février 2014 sur le service Hulu, et au Canada à partir du 23 janvier 2014 sur Citytv.
Cette série est inédite dans tous les pays francophones.

## Distribution
- Eva Longoria : Rudi Wilson
- Jesse Camacho (en) : Dick Wilson
- Gabrielle Miller : Sarah
- Clé Bennett : 2Bit
- Helen Taylor : Jenny
- Rebecca Husain : Apple Wilson
- Scott McCord (en) : Greg

## Fiche technique
- Showrunner : Greg Lawrence
- Producteurs exécutifs : Eva Longoria, Michael Shipley, Yair Landau, Susan Purcell, Fred Fuchs, Ira Levy, Peter Williamson, Barry Ward et Delna Bhesania
- Société de production : Breakthrough Entertainment et Bardel Entertainment, en association avec Mass Animation.

## Épisodes
1. Pilot
2. Shoe I Am
3. The Double D's
4. The Comforting Hum of a Mother's Love
5. Everybody Sees 2Bit's Wang
6. Apple Gets the Pirate Disease
7. Say Hello to My Landscaper Friend
8. Overnight Delight
9. Mr. Right in the Eye
10. Apple's Story
11. Invasion of the Hipsters
12. The Prophet Apple
13. Rudi Gets Served